# Neuendorf 11 (Quedlinburg)

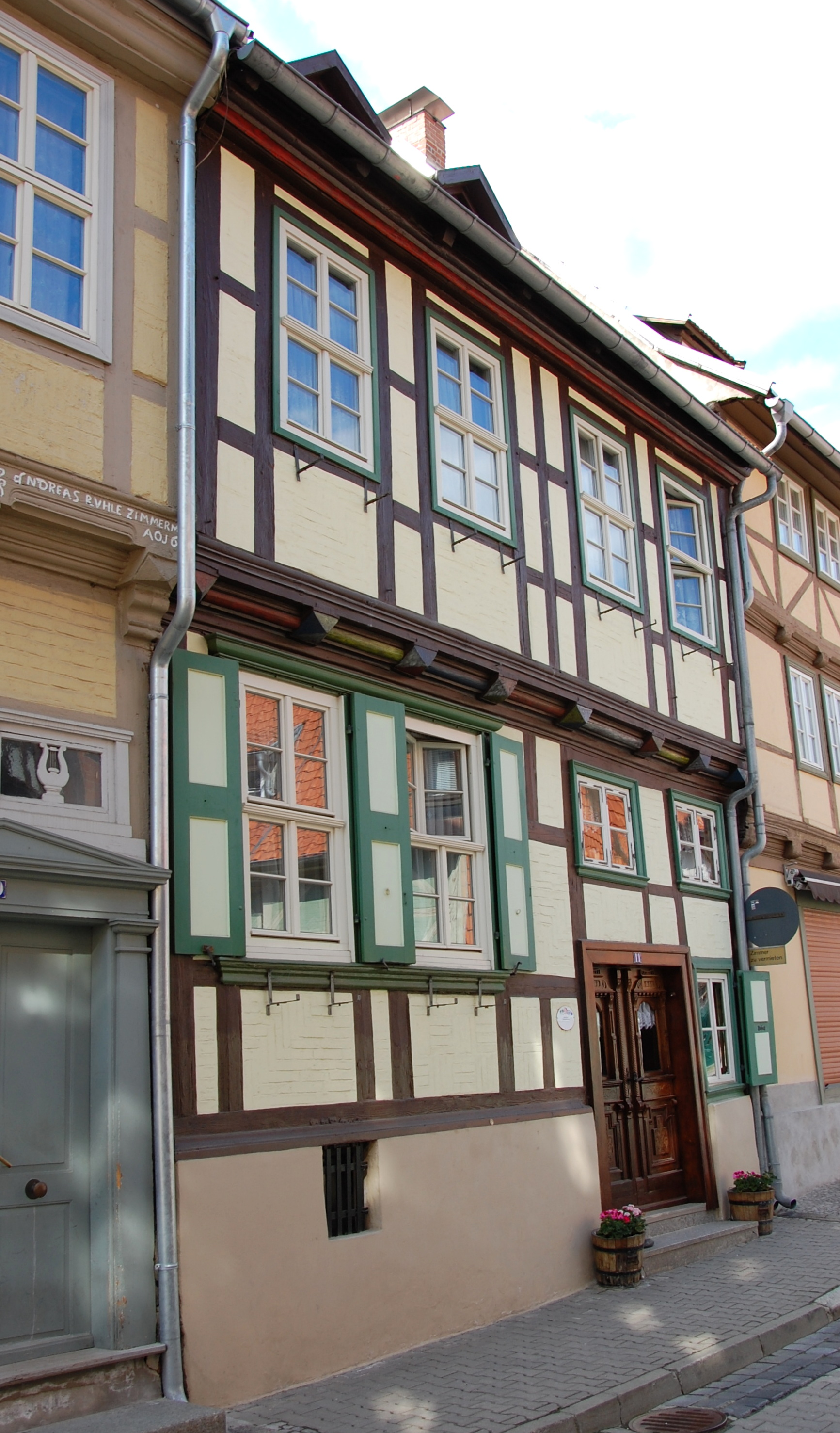
Haus Neuendorf 11

Das Haus Neuendorf 11 ist ein denkmalgeschütztes Gebäude in der Stadt Quedlinburg in Sachsen-Anhalt. 

## Lage
Es befindet sich nordwestlich des Marktplatzes der Stadt auf der Westseite der Straße Neuendorf und gehört zum UNESCO-Weltkulturerbe. Das Gebäude ist im Quedlinburger Denkmalverzeichnis als Wohnhaus eingetragen. Südlich grenzt das gleichfalls denkmalgeschützte Haus Neuendorf 10, nördlich das Haus Neuendorf 12 an.

## Architektur und Geschichte
Das zweigeschossige barocke Fachwerkhaus entstand in der Zeit um das Jahr 1700. An der Stockschwelle und der Traufe des Gebäudes befinden sich Profilierungen. Darüber hinaus bestehen Pyramidenbalkenköpfe. Die Gefache sind mit Zierausmauerungen versehen.